# Anežka Hodinová-Spurná
Anežka Hodinová-Spurná, rozená Zavadilová (12. ledna 1895 Doubravice – 1. dubna 1963 Praha), byla česká politička, komunistka a bojovnice za práva žen. 

## Biografie

### Rodina
Pocházela z velmi chudých poměrů. Mezi 18 sourozenci byla nejstarší. Jen pět z nich se dožilo dospělosti. Její otec František Zavadil pracoval jako bednář (výroba a opravy beček a sudů) a drobný zemědělec. V rodné obci vychodila smíšenou jednotřídku, a to s vyznamenáním. Již ve 14 letech vydělávala pro rodinu jako chůva na statku, od 15 let pracovala v továrně v Olomoucí, posléze v Lošticích. 
V únoru 1916 se vdala za dělníka Josefa Hodinu.   Dvě děti jim zemřely na epidemii.   V roce 1922 manželé Hodinovi přesídlili do Prahy, kde se Josef uplatnil u Elektrických podniků, Anežka u firmy Sellier & Bellot v Praze na Žižkově. Do nedaleké kolonie Červená skála, kde nouzově bydleli ve starém železničním vagónu, si pak Hodinovi v roce 1926 přivedli osvojenou tříletou Aničku. 
Anežka byla pro své politické angažmá brzy z továrny na střelivo propuštěna a musela vzít práci  jako uklízečka. Její politická činnost ji často odváděla od rodiny. Proto adoptovanou dceru předala bratrovi a za celé zaopatření a výchovu mu platila. 
V roce 1932 se s Josefem Hodinou rozvedla a zakrátko nato se podruhé provdala za komunistického novináře Jindřicha (Gríšu) Spurného, mladšího o 11 let. Od té doby používala obě příjmení.
Hovořila německy, rusky a částečně anglicky. 

### Politika
V roce 1918 vstoupila do Československé strany sociálně demokratické dělnické, v roce 1921 byla zakládající členkou KSČ. Její cesta po stranické linii vedla od odborářské důvěrnice a zastupitelky KSČ v obecním zastupitelstvu na Žižkově do městského zastupitelstva hl. m. Prahy (1927) a poté do dolní komory parlamentu  (1929-1963, kromě let 1939-1945) Angažovala se v organizaci Mezinárodní rudá pomoc.   
V roce 1926 byla vyslána na dvouměsíčním školení marxismu-leninismu do Moskvy a tamtéž v roce 1929 absolvovala několikaměsíční Mezinárodní Leninovu školu. SSSR navštívila ještě několikrát.  
V roce 1938 jí vedení KSČ uložilo emigrovat před Hitlerem přes Polsko do Velké Británie, .  kde se stala členkou exilové Státní rady Československé.  V rozhlasové stanici BBC často mluvila k lidem v Protektorátu Čechy a Morava  a tím se zařadila mezi známé londýnské rozhlasové komentátory - Jana Masaryka a Prokopa Drtiny.   
Po osvobození v roce 1945 jako první žena v historii zastávala funkci místopředsedkyně Národního shromáždění (1945-1960). Byla členkou předsednictva ÚV KSČ, nikdy však nepatřila k nejužšímu vedení (byru) strany. V roli poslankyně navrhovala nebo schvalovala velkorysá sociální opatření, zejména dosud nebývalou péči o matky a děti. Dětské přídavky, zálohované výživné na děti, zdravé a dostupné bydlení, budování mateřských škol a jeslí, novomanželské půjčky a zřizování moderních porodnic, aby ženám všech sociálních vrstev byla zajištěna lékařská pomoc. Z její iniciativy bylo např. zestátněno Podolské sanatorium, z něhož vznikl Ústav pro péči o matku a dítě. Naproti tomu ženy měly nastoupit do zaměstnání a budovat lidově demokratický stát.   
V roce 1948 se aktivně zapojila do únorového státního převratu, zejména na půdě Národního shromáždění. V parlamentu vytvořila nový zasedací pořádek a pomocí zastrašování (návrat krize z 30. let, nezaměstnanost, bydlení v nouzových koloniích, rozdělení společnosti na bohaté a chudé aj.) dokázala přesvědčit velkou většinu poslanců, aby hlasovali pro program poúnorové druhé vlády Klementa Gottwalda. Vzhledem ke svému válečnému působení v Londýně však byla sama v roce 1949 dočasně řazena mezi lidi podezřelé z protistátní činnosti.
Stala se posléze členkou Ústředního výboru Národní fronty a předsedkyní Československého výboru obránců míru.   V 50. letech už v politice stála mimo hlavní proud. 

### Ženské hnutí
Kromě své politické práce v dělnickém hnutí se také angažovala v komunistickém hnutí za práva žen.  Patřila k předním členkám ústřední komise žen KSČ (předtím Ženodělu), což byly ženské odbory po linii celé struktury KSČ od místních organizací až po ústřední výbor. V Londýně  založila Klub československých žen, poté Radu československých žen. Na domácí půdě pak z její iniciativy vzniklo v roce 1945 volné sdružení Národní fronta žen . Ovlivnila též založení Rady československých žen, která svým názvem navázala na spolek stejného jména ve Velké Británii. Od února 1948 byla jeho předsedkyní. Spolek během jejího života několikrát změnil název i náplň práce: Rada žen (1948-1950), Československý svaz žen (1950-1952) a Výbor československých žen (1952-1963). V roce 1945 se zúčastnila založení Mezinárodní demokratické federace žen (MDFŽ), byla členkou jejího výkonného výboru a v 50. letech její místopředsedkyní.      